# Stade Akid Lotfi
Stade Akid Lotfi – wielofunkcyjny stadion w Tilimsanie, w Algierii. Został otwarty w 1976 roku. Może pomieścić 18 000 widzów. Swoje spotkania rozgrywają na nim piłkarze klubu WA Tlemcen, grywała na nim również piłkarska reprezentacja Algierii.